# Рівновага (роман)
«Рівновага», також «На весах жизни» — другий роман Володимира Винниченка, опублікований вперше російською мовою в 1912 році. Наступного року твір було перекладено українською.

## Критика та сприйняття
Роман, що вийшов через рік після скандальної «Чесності з собою», критика зустріла більш прихильно, аніж його попередника. Утім, на думку Миколи Євшана, цей твір, попри те, що викликає враження «заспокоєння», вказує на те, що його автор «зламаний і не подвигнеться до давньої висоти. Темперамент його, внутрішній запал його, як творця, пропав. На кожній сторінці книжки його це читаємо, чуємо. Понад усім творчим світом автора стоїть якась чужа сила, він відірваний від безпосередности життя і вже не творить, а студіює».
Також роман став причиною сварки Винниченка із Максимом Горьким, який не бажав друкувати «Рівновагу» через її начебто «занепадницький» настрій та зображення зневіри у революціонерів. Хоча інші критики, навпаки, хвалили Винниченка за правдиве зображення емігрантського середовища.
Більш позитивно оцінив роман Андрій Ніковський в огляді «Українська література в 1913 році». На його думку, «Повість „Рівновага“, що спершу друкувалася російською мовою, а тепер вийшла в перекладі Н. Романович перед кінцем року (в-во «Дзвін») хибує на тенденційно — правда, що далеко менше, ніж ce бувало раніше — розвинену основну думку твору та на негармонійність загальної конструкції, але взята як окремі сцени з життя наших і російських емігрантів надзвичайно сильна і правдива. В ній також виступає нова для В. Винниченка риса — змаганнє вияснити внутрішні переживання, вдатися в глибини психіки, і з сього боку в повісти єсть справді артистично вірні й сильні моменти». На думку оглядача, «про якийсь наклеп чи несправедливість щодо політичних російських емігрантів не може й бути мови», а подання Винниченком основ, «на яких росте деморалізація емігрантського життя», вважає його заслугою.

## Видання
- В. Винниченко. На весах жизни. Роман // Арцыбашев М., Винниченко В. Земля. Сборник девятый М. Арцыбашев «Сильнее смерти» В.Винниченко «На весах жизни». Москва: Московское книгоиздательство. 1912 р. 292с.
- Твори, кн. 6. Рівновага. Переклад з російської Н. Романович. — Київ, «Дзвін», 1913.
- Винниченко В. Твори т. 6: Рівновага. Відень, 1919. 274 с.
- Винниченко В. Твори. Т. 17: Рівновага: роман з життя емігрантів — 2-ге вид. — Київ: Рух, 1929. — 264 с.
- Винниченко В. Твори. Т. 17: Рівновага — 3-тє вид. — Київ: Рух, 1930. — 267 с.
- Винниченко В. Рівновага. Vivat, «Класика», 2023. 368 с.[5]